# Барбара (город)
Барбара (итал. Barbara) — коммуна в Италии, располагается в регионе Марке, в провинции Анкона.
Население составляет 1475 человек (2008 г.), плотность населения составляет 137 чел./км². Занимает площадь 11 км². Почтовый индекс — 60010. Телефонный код — 071.
Покровительницей коммуны почитается святая Варвара, празднование 4 декабря.

## Демография
Динамика населения:

## Администрация коммуны
- Официальный сайт: http://www.comune.barbara.an.it/ Архивная копия от 23 марта 2010 на Wayback Machine